# Municipio de Mount Pleasant (condado de Columbia)
El municipio de Mount Pleasant (en inglés: Mount Pleasant Township) es un municipio ubicado en el condado de Columbia en el estado estadounidense de Pensilvania. En el año 2000 tenía una población de 1459 habitantes y una densidad poblacional de 32,3 personas por km².

## Geografía
El municipio de Mount Pleasant se encuentra ubicado en las coordenadas 41°05′00″N 76°27′59″O / 41.08333, -76.46639.

## Demografía
Según la Oficina del Censo en 2000 los ingresos medios por hogar en la localidad eran de $43 816 y los ingresos medios por familia eran de $49 038. Los hombres tenían unos ingresos medios de $33 421 frente a los $24 450 para las mujeres. La renta per cápita de la localidad era de $20 731. Alrededor del 6,5% de la población estaba por debajo del umbral de pobreza.